# Erica macowanii
Erica macowanii là một loài thực vật có hoa trong họ Thạch nam. Loài này được Cufino mô tả khoa học đầu tiên năm 1903.